# 1998-as labdarúgó-világbajnokság-selejtező (UEFA)
Az 1998-as labdarúgó-világbajnokság selejtezőjének UEFA-zónájában összesen 50 nemzet versenyzett a 15 helyért. Franciaország a világbajnokság rendezőjeként, automatikusan kvalifikálta magát a tornára, így a maradék 14 helyért, 49 csapat játszott.
A 49 indulót négy hatcsapatos és öt ötcsapatos, összesen kilenc csoportba sorsolták. Minden csapat minden csoportellenfelével két mérkőzést játszott (egyet hazai pályán és egyet az ellenfél vendégeként). A legtöbb pontot szerző csapat végzett a csoport élén. A csoportok győztesei kvalifikálták magukat a világbajnokságra. A második helyezettek sorsolás alapján pótselejtezőn játszottak, oda-visszavágós rendszerben. A párosítás győztese jutott ki a világbajnokságra. A legjobb csoportmásodik (Skócia), is kijutott a tornára.
A magyar labdarúgó-válogatott a 3. csoportba került. A nyolc mérkőzésen három győzelemmel, három döntetlennel és kettő vereséggel, tíz rúgott- és nyolc kapott góllal, Norvégia mögött, valamint Finnország, Svájc és Azerbajdzsán előtt, tizenkettő ponttal végül a második, egyben pótselejtezőt érő helyen végzett. A pótselejtezőben  Jugoszlávia 12–1-es összesítéssel ejtette ki a magyar válogatottat.

## Sorsolás
A negyvenkilenc válogatottat hat kalapba sorsolták. Öt kalapban kilenc, egy kalapban pedig hét válogatott kapott helyet. Magyarország a D kalapba került.

### Kiemelés
| A – kalap | B – kalap                                                                                                 | C – kalap                                                                                             | D – kalap                                                                                               | E – kalap | F – kalap                                                                                    |
| --- | --- | --- | --- | --- | -------------------------------------------------------------------------------------------- |
| Németország · Franciaország · Csehország · Dánia · Oroszország · Spanyolország · Hollandia · Olaszország · Anglia | Portugália · Norvégia · Bulgária · Románia · Svédország · Horvátország · Skócia · Szlovákia · Törökország | Ausztria · Görögország · Írország · Belgium · Svájc · Litvánia · Izrael · Lengyelország · Jugoszlávia | Ukrajna · Izland · Észak-Írország · Magyarország · Szlovénia · Ciprus · Finnország · Wales · Lettország | Észak-Macedónia · Fehéroroszország · Grúzia · Észtország · Örményország · Albánia · Moldova · Málta · Azerbajdzsán | Luxemburg · Feröer · Bosznia-Hercegovina · Liechtenstein · Kazahsztán · San Marino · Andorra |

## Csoportok

### 1. csoport
| Hely. | Csapat              | M | Gy | D | V | G+ | G– | Gk  | P  | Továbbjutás                          |     | Dánia | Horvátország | Görögország | Bosznia-Hercegovina | Szlovénia |
| ----- | ------------------- | - | -- | - | - | -- | -- | --- | -- | ------------------------------------ | --- | ----- | ------------ | ----------- | ------------------- | --------- |
| 1.    | Dánia               | 8 | 5  | 2 | 1 | 14 | 6  | +8  | 17 | Kijutott az 1998-as világbajnokságra |     | —     | 3–1          | 2–1         | 2–0                 | 4–0       |
| 2.    | Horvátország        | 8 | 4  | 3 | 1 | 17 | 12 | +5  | 15 | Továbbjutott a második fordulóba     |     | 1–1   | —            | 1–1         | 3–2                 | 3–3       |
| 3.    | Görögország         | 8 | 4  | 2 | 2 | 11 | 4  | +7  | 14 |                                      |     | 0–0   | 0–1          | —           | 3–0                 | 2–0       |
| 4.    | Bosznia-Hercegovina | 8 | 3  | 0 | 5 | 9  | 14 | −5  | 9  |                                      | 3–0 | 1–4   | 0–1          | —           | 1–0                 |           |
| 5.    | Szlovénia           | 8 | 0  | 1 | 7 | 5  | 20 | −15 | 1  |                                      | 0–2 | 1–3   | 0–3          | 1–2         | —                   |           |

### 2. csoport
| Hely. | Csapat        | M | Gy | D | V | G+ | G– | Gk  | P  | Továbbjutás                          |     | Anglia | Olaszország | Lengyelország | Grúzia | Moldova |
| ----- | ------------- | - | -- | - | - | -- | -- | --- | -- | ------------------------------------ | --- | ------ | ----------- | ------------- | ------ | ------- |
| 1.    | Anglia        | 8 | 6  | 1 | 1 | 15 | 2  | +13 | 19 | Kijutott az 1998-as világbajnokságra |     | —      | 0–1         | 2–1           | 2–0    | 4–0     |
| 2.    | Olaszország   | 8 | 5  | 3 | 0 | 11 | 1  | +10 | 18 | Továbbjutott a második fordulóba     |     | 0–0    | —           | 3–0           | 1–0    | 3–0     |
| 3.    | Lengyelország | 8 | 3  | 1 | 4 | 10 | 12 | −2  | 10 |                                      |     | 0–2    | 0–0         | —             | 4–1    | 2–1     |
| 4.    | Grúzia        | 8 | 3  | 1 | 4 | 7  | 9  | −2  | 10 |                                      | 0–2 | 0–0    | 3–0         | —             | 2–0    |         |
| 5.    | Moldova       | 8 | 0  | 0 | 8 | 2  | 21 | −19 | 0  |                                      | 0–3 | 1–3    | 0–3         | 0–1           | —      |         |

### 3. csoport
| Hely. | Csapat       | M | Gy | D | V | G+ | G– | Gk  | P  | Továbbjutás                          |     | Norvégia | Magyarország | Finnország | Svájc | Azerbajdzsán |
| ----- | ------------ | - | -- | - | - | -- | -- | --- | -- | ------------------------------------ | --- | -------- | ------------ | ---------- | ----- | ------------ |
| 1.    | Norvégia     | 8 | 6  | 2 | 0 | 21 | 2  | +19 | 20 | Kijutott az 1998-as világbajnokságra |     | —        | 3–0          | 1–1        | 5–0   | 5–0          |
| 2.    | Magyarország | 8 | 3  | 3 | 2 | 10 | 8  | +2  | 12 | Továbbjutott a második fordulóba     |     | 1–1      | —            | 1–0        | 1–1   | 3–1          |
| 3.    | Finnország   | 8 | 3  | 2 | 3 | 11 | 12 | −1  | 11 |                                      |     | 0–4      | 1–1          | —          | 2–3   | 3–0          |
| 4.    | Svájc        | 8 | 3  | 1 | 4 | 11 | 12 | −1  | 10 |                                      | 0–1 | 1–0      | 1–2          | —          | 5–0   |              |
| 5.    | Azerbajdzsán | 8 | 1  | 0 | 7 | 3  | 22 | −19 | 3  |                                      | 0–1 | 0–3      | 1–2          | 1–0        | —     |              |

### 4. csoport
| Hely. | Csapat           | M  | Gy | D | V | G+ | G– | Gk  | P  | Továbbjutás                          |     | Ausztria | Skócia | Svédország | Lettország | Észtország | Fehéroroszország |
| ----- | ---------------- | -- | -- | - | - | -- | -- | --- | -- | ------------------------------------ | --- | -------- | ------ | ---------- | ---------- | ---------- | ---------------- |
| 1.    | Ausztria         | 10 | 8  | 1 | 1 | 17 | 4  | +13 | 25 | Kijutott az 1998-as világbajnokságra |     | —        | 0–0    | 1–0        | 2–1        | 2–0        | 4–0              |
| 2.    | Skócia           | 10 | 7  | 2 | 1 | 15 | 3  | +12 | 23 | Kijutott az 1998-as világbajnokságra |     | 2–0      | —      | 1–0        | 2–0        | 2–0        | 4–1              |
| 3.    | Svédország       | 10 | 7  | 0 | 3 | 16 | 9  | +7  | 21 |                                      |     | 0–1      | 2–1    | —          | 1–0        | 1–0        | 5–1              |
| 4.    | Lettország       | 10 | 3  | 1 | 6 | 10 | 14 | −4  | 10 |                                      | 1–3 | 0–2      | 1–2    | —          | 1–0        | 2–0        |                  |
| 5.    | Észtország       | 10 | 1  | 1 | 8 | 4  | 16 | −12 | 4  |                                      | 0–3 | 0–0      | 2–3    | 1–3        | —          | 1–0        |                  |
| 6.    | Fehéroroszország | 10 | 1  | 1 | 8 | 5  | 21 | −16 | 4  |                                      | 0–1 | 0–1      | 1–2    | 1–1        | 1–0        | —          |                  |

### 5. csoport
| Hely. | Csapat      | M | Gy | D | V | G+ | G– | Gk  | P  | Továbbjutás                          |     | Bulgária | Oroszország | Izrael | Ciprusi Köztársaság | Luxemburg |
| ----- | ----------- | - | -- | - | - | -- | -- | --- | -- | ------------------------------------ | --- | -------- | ----------- | ------ | ------------------- | --------- |
| 1.    | Bulgária    | 8 | 6  | 0 | 2 | 18 | 9  | +9  | 18 | Kijutott az 1998-as világbajnokságra |     | —        | 1–0         | 1–0    | 4–1                 | 4–0       |
| 2.    | Oroszország | 8 | 5  | 2 | 1 | 19 | 5  | +14 | 17 | Továbbjutott a második fordulóba     |     | 4–2      | —           | 2–0    | 4–0                 | 3–0       |
| 3.    | Izrael      | 8 | 4  | 1 | 3 | 9  | 7  | +2  | 13 |                                      |     | 2–1      | 1–1         | —      | 2–0                 | 1–0       |
| 4.    | Ciprus      | 8 | 3  | 1 | 4 | 10 | 15 | −5  | 10 |                                      | 1–3 | 1–1      | 2–0         | —      | 2–0                 |           |
| 5.    | Luxemburg   | 8 | 0  | 0 | 8 | 2  | 22 | −20 | 0  |                                      | 1–2 | 0–4      | 0–3         | 1–3    | —                   |           |

### 6. csoport
| Hely. | Csapat        | M  | Gy | D | V  | G+ | G– | Gk  | P  | Továbbjutás                          |     | Spanyolország | Szerbia és Montenegró | Csehország | Szlovákia | Feröer | Málta |
| ----- | ------------- | -- | -- | - | -- | -- | -- | --- | -- | ------------------------------------ | --- | ------------- | --------------------- | ---------- | --------- | ------ | ----- |
| 1.    | Spanyolország | 10 | 8  | 2 | 0  | 26 | 6  | +20 | 26 | Kijutott az 1998-as világbajnokságra |     | —             | 2–0                   | 1–0        | 4–1       | 3–1    | 4–0   |
| 2.    | Jugoszlávia   | 0  | 0  | 0 | 0  | 0  | 0  | 0   | 0  | Továbbjutott a második fordulóba     |     | 1–1           | —                     | 1–0        | 2–0       | 3–1    | 6–0   |
| 3.    | Csehország    | 10 | 5  | 1 | 4  | 16 | 6  | +10 | 16 |                                      |     | 0–0           | 1–2                   | —          | 3–0       | 2–0    | 6–0   |
| 4.    | Szlovákia     | 10 | 5  | 1 | 4  | 18 | 14 | +4  | 16 |                                      | 1–2 | 1–1           | 2–1                   | —          | 3–0       | 6–0    |       |
| 5.    | Feröer        | 10 | 2  | 0 | 8  | 10 | 31 | −21 | 6  |                                      | 2–6 | 1–8           | 0–2                   | 1–2        | —         | 2–1    |       |
| 6.    | Málta         | 10 | 0  | 0 | 10 | 2  | 37 | −35 | 0  |                                      | 0–3 | 0–5           | 0–1                   | 0–2        | 1–2       | —      |       |

### 7. csoport
| Hely. | Csapat      | M | Gy | D | V | G+ | G– | Gk  | P  | Továbbjutás                          |     | Hollandia | Belgium | Törökország | Wales | San Marino |
| ----- | ----------- | - | -- | - | - | -- | -- | --- | -- | ------------------------------------ | --- | --------- | ------- | ----------- | ----- | ---------- |
| 1.    | Hollandia   | 8 | 6  | 1 | 1 | 26 | 4  | +22 | 19 | Kijutott az 1998-as világbajnokságra |     | —         | 3–1     | 0–0         | 7–1   | 4–0        |
| 2.    | Belgium     | 8 | 6  | 0 | 2 | 20 | 11 | +9  | 18 | Továbbjutott a második fordulóba     |     | 0–3       | —       | 2–1         | 3–2   | 6–0        |
| 3.    | Törökország | 8 | 4  | 2 | 2 | 21 | 9  | +12 | 14 |                                      |     | 1–0       | 1–3     | —           | 6–4   | 7–0        |
| 4.    | Wales       | 8 | 2  | 1 | 5 | 20 | 21 | −1  | 7  |                                      | 1–3 | 1–2       | 0–0     | —           | 6–0   |            |
| 5.    | San Marino  | 8 | 0  | 0 | 8 | 0  | 42 | −42 | 0  |                                      | 0–6 | 0–3       | 0–5     | 0–5         | —     |            |

### 8. csoport
1998-as labdarúgó-világbajnokság-selejtező (UEFA – 8. csoport)

### 9. csoport
1998-as labdarúgó-világbajnokság-selejtező (UEFA – 9. csoport)

## Pótselejtezők

### Csoportmásodikok sorrendjének meghatározása
A legjobb csoportmásodik automatikus résztvevője lett a világbajnokságnak. A további nyolc második helyezett pótselejtezőt játszott.
| Csoport | Csapat       | M | Gy | D | V | Rg | Kg | Gk | P  |
| ------- | ------------ | - | -- | - | - | -- | -- | -- | -- |
| 4.      | Skócia       | 6 | 4  | 1 | 1 | 8  | 2  | +6 | 13 |
| 2.      | Olaszország  | 6 | 3  | 3 | 0 | 5  | 0  | +5 | 12 |
| 7.      | Belgium      | 6 | 4  | 0 | 2 | 11 | 11 | 0  | 12 |
| 5.      | Oroszország  | 6 | 3  | 2 | 1 | 12 | 5  | +7 | 11 |
| 1.      | Horvátország | 6 | 3  | 2 | 1 | 11 | 8  | +3 | 11 |
| 6.      | Jugoszlávia  | 6 | 3  | 2 | 1 | 7  | 5  | +2 | 11 |
| 8.      | Írország     | 6 | 2  | 2 | 2 | 8  | 6  | +2 | 8  |
| 9.      | Ukrajna      | 6 | 2  | 2 | 2 | 5  | 5  | 0  | 8  |
| 3.      | Magyarország | 6 | 1  | 3 | 2 | 4  | 7  | –3 | 6  |

### Mérkőzések
Az odavágókat 1997. október 29-én játszották, míg a visszavágókat november 15-én rendezték. A párosítások győztesei jutottak ki az 1998-as labdarúgó-világbajnokságra:
- Horvátország,  Olaszország,  Belgium és  Jugoszlávia.

| 1. csapat    | Össz. | 2. csapat   | 1. mérk. | 2. mérk. |
| ------------ | ----- | ----------- | -------- | -------- |
| Horvátország | 3–1   | Ukrajna     | 2–0      | 1–1      |
| Oroszország  | 1–2   | Olaszország | 1–1      | 0–1      |
| Írország     | 2–3   | Belgium     | 1–1      | 1–2      |
| Magyarország | 1–12  | Jugoszlávia | 1–7      | 0–5      |